# This Time
This Time е четвъртият студиен албум на английската певица Мелани Си, издаден през 2007 г. Албумът успява да достигне 57-о място във Великобритания.

## Списък с песните

### Оригинално издание
1. „Understand“ – 3:43
2. „What If I Stay“ – 3:17
3. „Protected“ – 4:37
4. „This Time“ – 3:32
5. „Carolyna“ – 3:21
6. „Forever Again“ – 3:37
7. „Your Mistake“ – 3:55
8. „The Moment You Believe“ – 3:30
9. „Don't Let Me Go“ (с Адам Аргайл)	– 3:57
10. „Immune“ – 4:37
11. „May Your Heart“ – 3:57
12. „Out of Time“ – 3:47
13. „I Want Candy“ – 3:24

### Италианско и френско издание
1. „ First Day of My Life“ – 3:24

### Португалско-бразилско издание
1. „Fragile“ – 4:03
2. „I Want Candy“ – 3:24